# Micropechis ikaheka
Genre
Espèce
Synonymes
- Coluber ikaheka Lesson, 1830
- Ophiophagus ikaheka var. fasciatus Fischer, 1884

Micropechis ikaheka, unique représentant du genre Micropechis, est une espèce de serpents de la famille des Elapidae.

## Répartition
Cette espèce se rencontre en Nouvelle-Guinée et aux îles Aru en Papouasie-Nouvelle-Guinée et en Indonésie.

## Liste des sous-espèces
Selon The Reptile Database (8 mai 2015) :
- Micropechis ikaheka fasciatus (Fischer, 1884)
- Micropechis ikaheka ikaheka (Lesson, 1830)

## Publications originales
- Boulenger, 1896 : Catalogue of the snakes in the British Museum. London, Taylor & Francis, vol. 3, p. 1-727 (texte intégral).
- Fischer, 1884 : Herpetologische Bemerkungen. Abhandlungen aus dem Gebiete der Naturwissenschaften Herausgegeben vom naturwissenschaftlichen Verein in Hamburg, vol. 8, no 2, p. 43-51 (texte intégral).
- Lesson, 1830 : Description de quelques reptiles nouveaux ou peu connus. Voyage Autour du Monde Execute par Ordre du Roi, sur la Corvette de La Majeste, La Coquille, exécuté Pendant les Annees 1822, 1823, 1824 et 1825, vol. 2, no 1, p. 1-65, Arthur Bertrand, Paris.